# 突破摄星
突破摄星（英語：Breakthrough Starshot）是由突破计划提出的太空探索项目，旨在研发名为“星片”的光帆飞行器，以期能以五分之一光速（每秒6万千米）、经过约20年的航行时间抵达半人马座α星，并在到达后再经过约4年的时间向地球传回信息。
物理学家史蒂芬·霍金与投资人尤里·米尔纳于2016年4月12日在纽约共同宣布了该项目正式启动，项目的初期投资为1亿美元，米尔纳预计整个项目最终耗资可达50亿至100亿美元。

## 概念

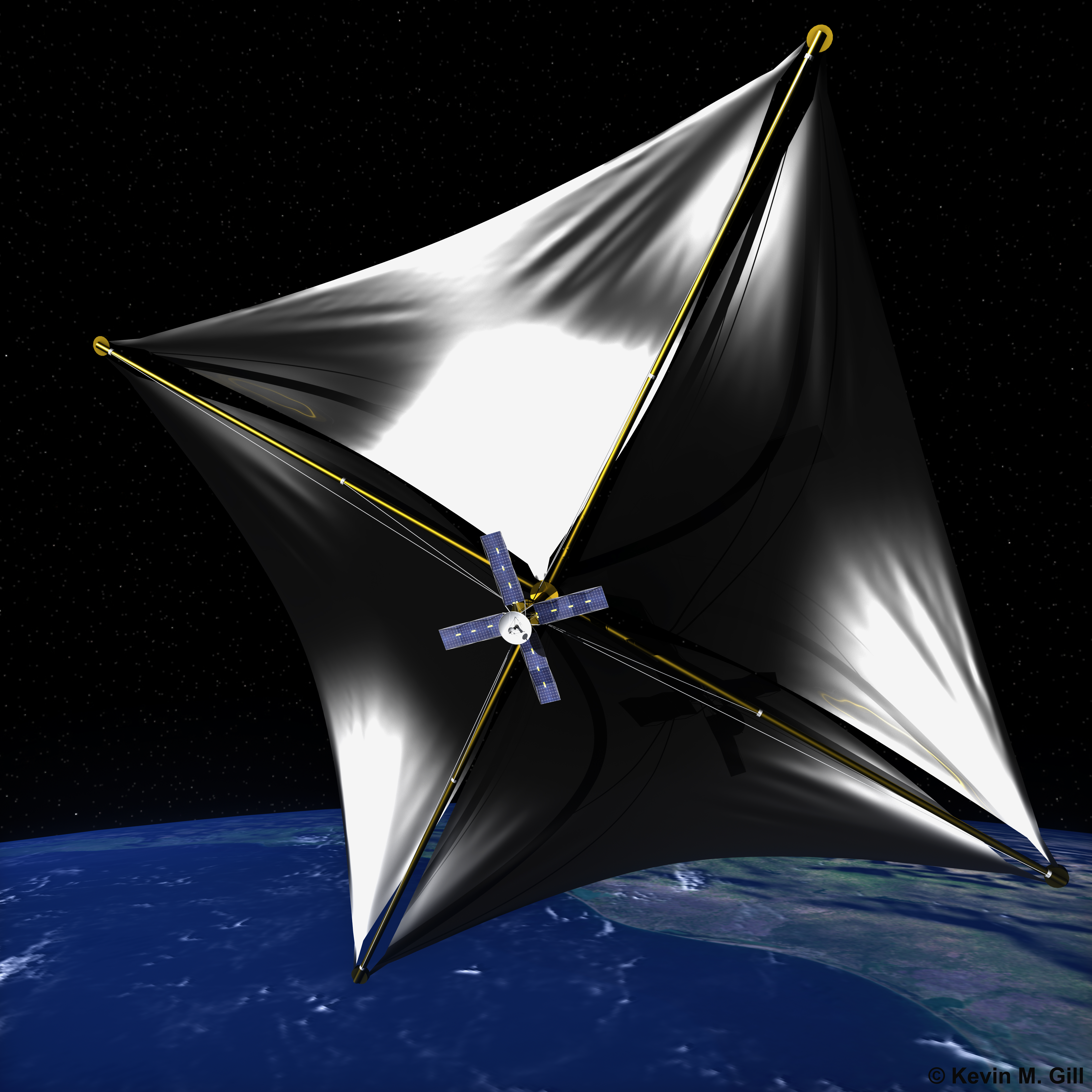
太陽帆的概念圖

此計畫設想發射一個母艦，乘載並部署約1000個微型（數公分）飛行器到高地球軌道。再以地面的相位陣列將1兆焦耳的雷射聚焦於一個飛行器的帆上，加速度達到100 km/s2（10,000ɡ），並在10分鐘內逐一加速每個飛行器。在初步的模型中，帆的面積為4m × 4m，在2017年10月舉行星攝系統模型的演講中，對圓狀的帆計算後發現如果帆的直徑為5公尺，可以使光束導向的成本最低。
與地球大小接近的比鄰星b位在南門二恆星系的適居帶內。理想情況下，突破攝星會飛行器發射到距離目標1天文單位（1.5億公里）內。在這個距離下，飛行器上的相機能捕捉夠高解析度的圖像來分辨星球的地表特徵。
艦隊會由約1000艘的飛行器組成，每個星片（StarChip）都是只有數十克重的飛衛星。它們將由每個10 kW雷射器組成的1平方公里陣列來推動，且總輸出功率可達100 GW。為了替補星片在路途中與星際的碰撞造成的損毀，所以發射1000艘以在意外時能彌補缺失。在2016年的一個詳細研究中，Thiem Hoang及其合作者發現減少與星際塵埃、氫及銀河系宇宙射線的碰撞，可能不是原本設想那麼嚴峻的工程難題。